# 護衛空母

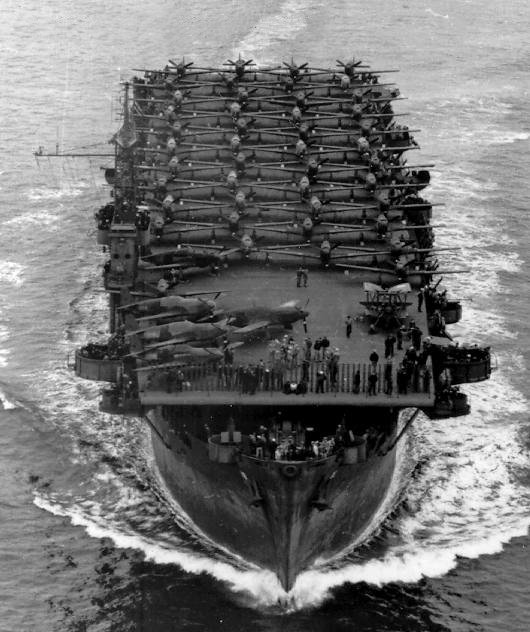
アメリカ海軍護衛空母「オルタマハ」

護衛空母（ごえいくうぼ、英語: Escort carrier、英語: Escort aircraft carrier）は、第二次世界大戦においてアメリカ合衆国・イギリス連邦・大日本帝国の3カ国で運用された小型・低速の航空母艦である。
船団護送や上陸作戦の支援目的に使われ、護送空母（ごそうくうぼ）とも呼称した。

## 概要
護衛空母（ごえいくうぼ、英語: Escort carrier）は、主に商船（貨客船、貨物船、タンカー）からの改造、あるいは船体図面を流用して建造された小型の空母（補助空母）である。正規空母のような防御力は付与されておらず、機関出力も少なく低速で、武装も貧弱であり、機動部隊同士の戦闘には向いていない。また、格納庫も飛行甲板も狭く短いため、搭載・運用する飛行機に一定の制限があった。
しかしアメリカ海軍とイギリス海軍の場合、世界大戦前半に実用化された空母用油圧式カタパルトを護衛空母の飛行甲板に埋設することにより、使用機体の制限は一気に解決された。また、十分な格納庫を持った専用設計の護衛空母が登場すると、運用可能な機体数もインディペンデンス級軽空母に匹敵するようになり、大きく打撃力を向上させるに至った。
また、特にアメリカにおいて、規格化された輸送船を一気に空母転用することや（ボーグ級）、ブロック工法と電気溶接を組み合わせ大量に新造する（特にカサブランカ級）など、短期間に大量に建造された点も特徴である（各国の護衛空母一覧）。
大西洋戦線においても、レンドリース法に基づく物資輸送船団や通商船団に、CAMシップ・MACシップに代わって護衛空母が随伴した。護衛空母は、艦上機による対空防御と常時警戒、対潜水艦防御、さらにはドイツ潜水艦に対する抑止力を提供した。特に船団の護衛体制が強化された1943年中期以降からは連合国商船の喪失は激減し、イギリス本国の生命線守備に重大な貢献を果たした。
一部の護衛空母は、正規空母と共にドイツ海軍の巨大戦艦「ティルピッツ」攻撃に参加するなど、対艦攻撃や対地攻撃任務にも従事した。
太平洋戦線においては、大戦中期のインディペンデンス級軽空母とエセックス級正規空母の就役に加え、この良質な護衛空母の大量建艦により、どん底にあったアメリカの空母不足は補われた。太平洋戦線において重要作戦中の連合国の艦隊や上陸部隊は、多くが護衛空母の艦載機によって濃密な対空・対潜水艦防御が提供されるようになり、上陸戦における空の支援にも、護衛空母の艦載機が加わった。また航空機の輸送任務にも従事した。レイテ沖海戦では、護衛空母部隊が日本海軍の戦艦部隊と直接交戦したほか、神風特別攻撃隊によって大きな被害をうけた。
このような活動から、アメリカの太平洋戦線における勝利に重大な貢献を果たした艦種と言われる。
第二次世界大戦を生き抜いた護衛空母のうち、一部はモスボール保管ののち朝鮮戦争に動員された。商船改造の護衛空母のうち、「ロングアイランド」と「チャージャー」は元の海運会社に買い戻され、貨物船に復元され活躍した。カサブランカ級やコメンスメントベイ級の一部はヘリコプター護衛空母や強襲揚陸艦、雑役艦などに改造され、70年代まで現役であった。
このように、第二次世界大戦において重大な役割を担った護衛空母だが、第二次世界大戦後の艦載機のガスタービンエンジン化に伴う巨大化と、新しい戦争の形態のなかで、護衛空母の存在価値は失われ、今日、護衛空母という艦種を運用している海軍は無い。これには対空・対艦ミサイルの実用化普及と、ヘリコプター（特に大出力のガスタービンエンジン及び対潜ヘリコプター）の実用化普及と、その搭載・着艦設備を有する艦の普及で、護衛空母の代わりとなったことが大きく効いている。なお2020年代中旬より、固定翼無人航空機用空母という護衛空母に類似する位置づけになるであろう空母が出現してきている。

## 解説

### 誕生
第二次世界大戦において、ドイツ海軍はポケット戦艦やUボートを用いて連合国に対する通商破壊を実施した。水上艦（軍艦、仮装巡洋艦）による通商破壊はある程度の戦果をあげたが（ベルリン作戦など）、1941年5月に戦艦「ビスマルク」が沈没し、1942年2月にツェルベルス作戦でシャルンホルスト級戦艦やアドミラル・ヒッパー級重巡洋艦がドイツ本国に撤収すると、大西洋におけるUボート作戦はますます重要になった。一方の連合国にとっても、Uボートは重大な脅威であった。開戦以降、イギリスの商船の被害は甚大であり、一年間で約150万トンの商船を失うこととなった。しかし当時の潜水艦は攻撃に際し、魚雷の射程まで目標に近づき、潜望鏡深度にまで浮上せねばならなかった。また技術的限界から潜航中は極めて低速になるため、船団を追跡する際に浮上航行を余儀なくされた。このため船団付近を航空機で警戒しておけば、Uボートの追跡や攻撃位置につくことを防ぐことができた。連合国は大型の四発重爆撃機や飛行艇で船団護送を行ったが、大西洋の中央に対潜哨戒機の航続力の限界からいわゆる「空の隙間」ができたため、そこでは船団は空からの護送が受けられず被害が続出した。また陸上基地から派遣される哨戒機は常に船団上空に留まることができず、Uボートに攻撃の機会を与えることになった。

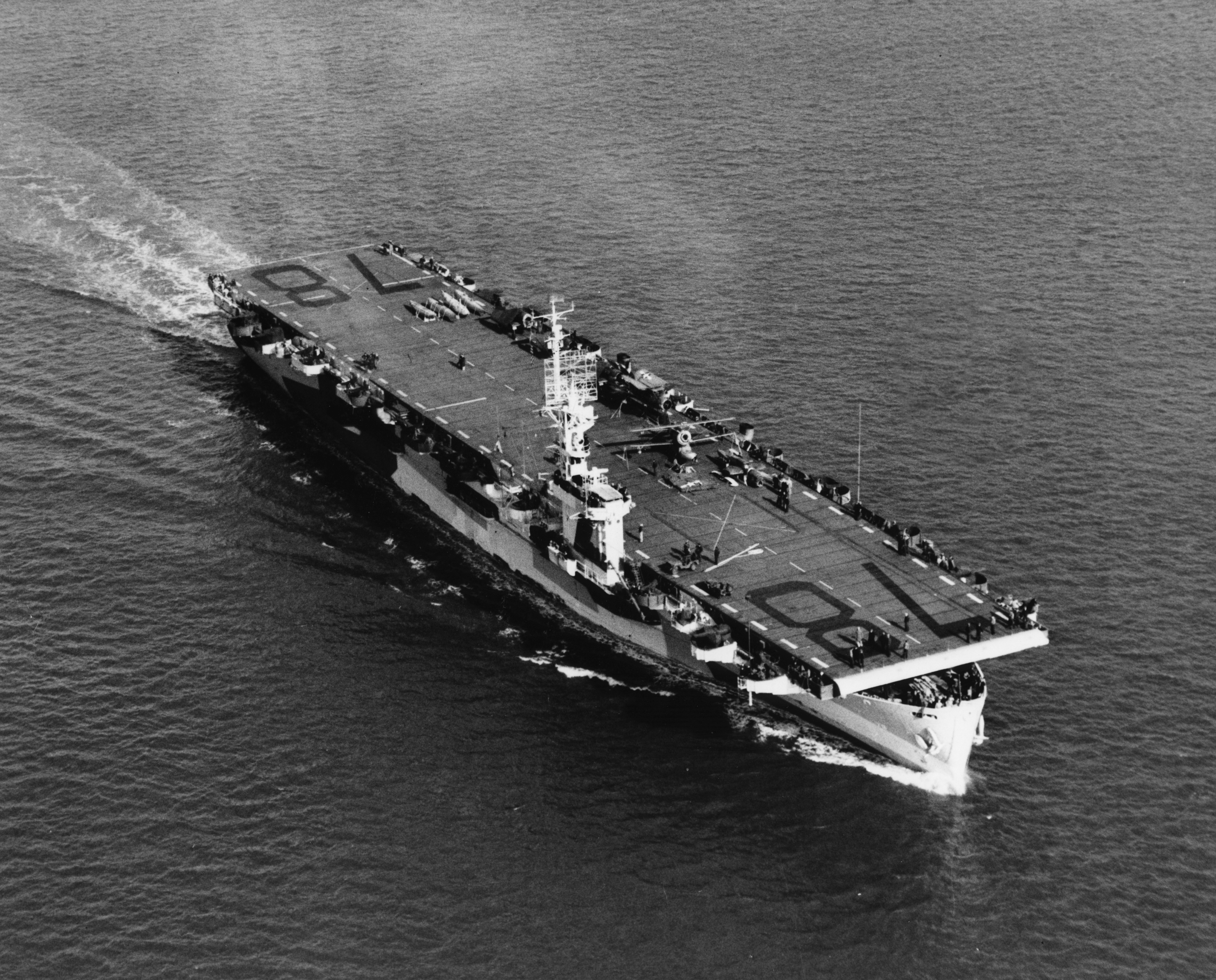
カサブランカ級護衛空母「サボ・アイランド」。飛行甲板前部左舷側に油圧式カタパルトの溝が確認できる。

Uボートの他にも、ドイツ空軍の長距離哨戒機FW 200コンドルは連合軍輸送船団の脅威であった。護衛艦の対空砲火は届かないし、Uボートと連携して被害を拡大させた。そこで、イギリス海軍は商船にカタパルトを装備して使い捨ての旧式戦闘機による護送を行った（CAMシップ）。そして、さらに効率的に護送する目的で、1940年頃からイギリス海軍とアメリカ海軍（当時のアメリカ合衆国は中立国）は、この空の隙間を埋めるため、大型の商船を改造し短い飛行甲板からカタパルトを装備することで航空機を発艦させることのできる小型改装空母（補助空母）を多数建造し、これを対潜哨戒の船団護送に用いる案が検討され始めた。商船船体を基にした、小型で安価な空母を多数整備することにより、多くの船団に対し、潜水艦に対して必要な防衛力を備えさせることが目的であった。この案が護衛空母として結実することとなる。
最初の護衛空母はイギリス海軍の「オーダシティ」である（イギリス海軍の護衛空母一覧）。拿捕したドイツ貨客船「ハノーファー」を1941年1月から改装し、6月に就役した。搭載機は、アメリカ海軍から輸入したF4F「マートレット」艦上戦闘機6機である。同艦はHG76船団を護衛中にU-751の雷撃で沈没したが、それまでにUボート数隻を共同撃沈、幾度もFW 200コンドル哨戒爆撃機を撃退し、護衛空母の価値を証明した。
アメリカ海軍初の護衛空母は「ロング・アイランド」であり、竣工は1941年6月である。
太平洋戦争開戦の後は、これら補助空母は太平洋戦線でも活躍することになり、空母の分類として「護衛空母（escort aircraft carrier）」という艦種が誕生した。

### 戦歴
アメリカ海軍では最初、補助的な艦船として扱われていたが、大戦初期に大西洋に展開していたドイツ海軍のUボートを壊滅させるために多数建造された。護衛空母の任務は、現地での潜水艦掃討や、パトロール、偵察、輸送船などの護送、そして航空機の輸送などである。
イギリスの要請により大量建造され、イギリス海軍にレンドリースされた。戦争中に100隻以上の護衛空母が就役したが、現在ではこの種類の艦船は使用されていない。アメリカ海軍の護衛空母は、北アフリカ戦線でのトーチ作戦やカサブランカ沖海戦で本格的な戦闘を経験した。イギリス海軍の護衛空母陣は、大西洋での船団護衛任務やUボート狩りに従事したほか、地中海戦域での反攻作戦、ソビエト連邦向けの輸送船団護衛任務にも投入された。対潜任務の他に、ノルウェーのフィヨルドに潜む戦艦「ティルピッツ」への航空攻撃を敢行した（タングステン作戦、グッドウッド作戦など）。艦隊航空隊は一連の攻撃で、「ティルピッツ」にある程度の損害を与えた。ヨーロッパ海域での戦闘に決着がつくと、イギリスの護衛空母のうち何隻かは東洋艦隊に編入され、対日戦に投入された（東洋艦隊所属艦艇一覧）。
太平洋戦争では、ソロモン諸島の戦いで護衛空母（改造空母）「ロング・アイランド」がヘンダーソン飛行場基地に航空機輸送を実施、カクタス空軍を増強してガダルカナル島攻防戦で存在感を示した。レンネル島沖海戦では護衛空母が巡洋艦部隊の直掩を担ったが、巡洋艦と護衛空母の速度差が艦隊の行動を制約した。
1943年年中期以降、アリューシャン方面反攻作戦（アッツ島の戦いなど）、中部太平洋諸島での反攻作戦がはじまると、正規空母を基幹とする任務部隊（空母機動部隊）が正面攻撃や敵艦隊邀撃をおこない、護衛空母部隊は水陸両用作戦における対地支援任務や、艦砲射撃をおこなう戦艦部隊の護衛をおこなうという役割分担がなされた。タラワの戦いやマキンの戦いでは、日本軍潜水艦の雷撃で「リスカム・ベイ」が撃沈され、太平洋戦線で最初に失われた護衛空母となった。
1944年後半には、ダグラス・マッカーサーのレイテ島上陸作戦に続く、レイテ沖海戦の中のサマール島沖海戦にも加わっている。第7艦隊隷下において護衛空母は第77任務部隊にまとめられていた。その中でも護衛空母6隻を中心とするクリフトン・スプレイグ少将の第77任務部隊第4群第3集団（タフィ3）は、レイテ湾に突入しアメリカ地上部隊の壊滅を意図する栗田健男中将（旗艦大和）の第二艦隊と遭遇した。艦砲射撃により「ガンビア・ベイ」が撃沈されたが、果敢な戦闘により航空母艦の価値を証明した。
上陸作戦の護衛任務では、護衛空母も日本軍の反撃に晒された。フィリピンの戦いでは神風特別攻撃隊により、護衛空母「セント・ロー」と「オマニー・ベイ」が沈没したほか、複数隻が損傷した。硫黄島の戦いでは、特攻隊により「ビスマーク・シー」が沈没した。

### 構造

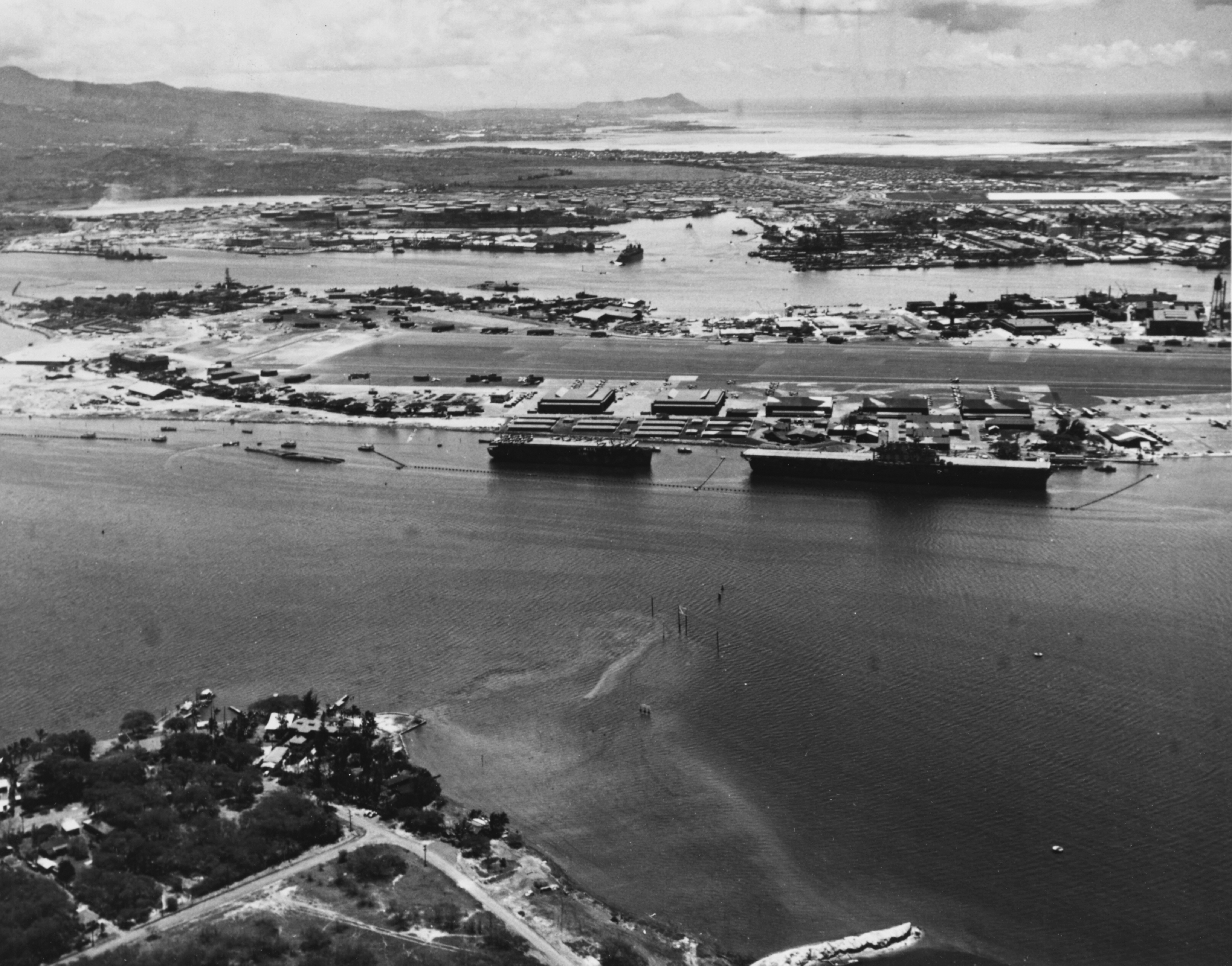
1942年8月1日、真珠湾にて撮影。ヨークタウン級正規空母「ホーネット」と、護衛空母（貨物船改造空母）「ロング・アイランド」が停泊している。

アメリカ海軍における護衛空母の艦種コードはCVEである。これは空母を表すCVに護送 (Escort) の頭文字を付加したものであるが、乗員達からは、自嘲的に「燃え易い (Combustible)、壊れ易い (Vulnerable) 、消耗品 (Expendable) 」の頭文字と揶揄されていた。通称として「ジープ空母、英語: Jeep Carrier」、「赤ちゃん空母、ベビー・フラット・トップ、英語: Baby Flat-Tops」と呼ばれた。
さらに実業家ヘンリー・カイザーが運営するカイザー造船所にちなみ「カイザー式空母、英語: Kaiser' Carrier」と呼ばれたが、「カイザーの棺、英語: Kaiser coffins」とも揶揄された。
これは簡単な改造で多数の商船改造空母を送り出すことを目的としたアメリカ海軍の方針によるもので、後述する日本海軍の護衛空母建造方針とは対極に位置するものである。
イギリス海軍では安売り雑貨店ウールワースにちなんで「ウールワース空母、Woolworth Carrier」と呼称した。
典型的な護衛空母の大きさは、全長150mぐらいであり、同時代の正規空母の約250～270mに比べて、約半分である。排水量は正規空母の約30,000トンに対して8,000トン程と1/3以下であった。速力も正規空母が30ノット程度を発揮可能なのに対し、護衛空母は20ノット未満であった。その上、カサブランカ級は機関に蒸気タービンではなく蒸気レシプロを用いた。防御力は正規空母と比較して見劣りし、既述のように乗組員が「可燃性で壊れやすい消耗品」と自嘲していた。しかし防御力皆無というわけではなく、神風特別攻撃隊の零式艦上戦闘機に体当たりされた護衛空母「サンティ―」は応急修理によって飛行機の運用を継続しており、サマール沖海戦でも艦砲射撃により被弾した護衛空母がしぶとく行動するなど、米軍のダメージコントロール能力と乗組員の努力によって補われていた。
アメリカ・イギリス海軍で運用された護衛空母は油圧カタパルトを装備しており、短い飛行甲板と低速でありながらも船団護送には十分な航空戦力の運用能力があった。搭載機数は初期には20機前後、大戦末期のものでは30機から40機に達した。艦上機は、当時の正規空母と同等の機種を搭載できた。レイテ冲海戦では、護衛空母から発進したTBFアヴェンジャー艦上攻撃機が、スリガオ海峡から撤退中の重巡（航空巡洋艦）「最上」を撃沈している。サマール沖海戦では、護衛空母部隊（タフィ3）が栗田艦隊の隙をついて艦上機の発進に成功し、タフィ3を追撃していた重巡「鈴谷」と「筑摩」に空襲をおこなって致命傷を与えた。
アメリカ海軍ではF4Fの配備後にも折り畳み翼の採用や軽量化など、護衛空母での取り扱いを考慮した改造を要求している。FM-2は航空機用ロケット弾を搭載し、対地攻撃力も保持していた。

## アメリカ海軍の護衛空母
- ロング・アイランド
- チャージャー
- ボーグ級
- サンガモン級
- カサブランカ級
- コメンスメント・ベイ級

## イギリス連邦の護衛空母
- オーダシティ
- アーチャー
- アヴェンジャー級
- アクティヴィティ
- ルーラー級（アメリカ海軍ではボーグ級）
- ナイラナ級
- カンパニア
- ネイボブ（ルーラー級。イギリス海軍が所管、航空要員はイギリス海軍、乗組員はカナダ海軍）
- パンチャー（ルーラー級。航空要員を除き、カナダ海軍が運用）

## フランス海軍の護衛空母
- ディクスミュード（アヴェンジャー級）

アメリカで建造され、イギリス海軍で「バイター (HMS Biter, D97) 」として実戦参加、アメリカへ返還後に自由フランス海軍に譲渡され「ディクスミュード」と改名、海軍航空隊が運用した。

## 日本海軍の護衛空母
日本海軍では、当時の日本にアメリカほどの造艦能力がなかったため、同一艦型で多数が造艦される護衛空母は存在せず、また艦艇類別等級にも「護衛航空母艦（護衛空母、護送空母）」という分類や呼称は存在しない。民間商船を改造した特設空母（補助空母）が、「連合軍が用いた護衛空母」に近い艦種と言える。
日本海軍の特設航空母艦は、ワシントン海軍軍縮条約（1922年）とロンドン海軍軍縮条約（1930年）で定められた航空母艦保有制限を回避するため、空母改造を前提とした貨客船を民間企業が政府の援助を受けて建造して保有し、有事の際には海軍が徴用して航空母艦へ改造することを企図していた。潜水母艦を改造した3隻とともに、正規空母の補助として、連合艦隊が主戦力として使用することを意図したものである。
しかし隼鷹型（橿原丸級改造特設空母）2隻、剣埼型潜水母艦や千歳型水上機母艦を改造した瑞鳳型航空母艦を除くと、これらの特設空母は速力が遅くて空母機動部隊としての行動ができず、カタパルトも装備していなかったために艦上機の運用に関して種類・量ともに多くの制限があった。日本海軍は特設空母以外にも給油艦を改造し発艦能力のみを持たせたCAMシップ類似の速吸を完成させ、後継として同様の形態を持つ鷹野型給油艦も計画しているが、これらの艦艇も飽くまでも船団護送ではなく艦隊随行の給油艦兼正規の航空母艦の補助戦力として位置づけられていたものであった。
また大日本帝国陸軍は、上陸戦において航空支援をおこなう陸軍特殊船（揚陸艦）「神州丸」と「あきつ丸」を建造した。太平洋戦争では、TL型戦標タンカーに全通飛行甲板を架装し簡易な空母とする特TL型建造の提案をおこなっている。終戦までに僅かに2隻が竣工したのみであった。なお、日本海軍は特TL型も前述の艦艇同様に正規の航空母艦の補助として運用する意図を持っており、陸軍よりも優速の船舶の提供を受けている。
太平洋戦争開戦前に就役していた護衛空母相当の特設空母は新田丸級貨客船を改造した「春日丸」のみで、1941年（昭和16年）9月1日に新編された第五航空戦隊に所属し、まもなく第四航空戦隊に転籍した。姉妹艦2隻も1942年中に就役し、日本列島～トラック泊地～最前線への航空機輸送任務に奔走した。またミッドウェー海戦で正規空母4隻を喪失した日本海軍は、改⑤計画で空母の緊急増産に乗り出した。その一貫として、貨客船複数隻を空母へ改装した。
1943年末になると、特設空母陣は英米同様の船団護送の強化の目的で海上護衛総司令部に移管された。海上護衛船団司令部に移管された特設空母は、米英の護衛空母と同じように船団護衛に参加し、旧式の艦上攻撃機などで対潜哨戒を行った。船団護送に特設空母を用いる際の運用については、次のような指摘が残されている。ヒ船団にて潜水艦の雷撃で喪失した「雲鷹」は、その戦闘詳報において「海防艦を増備し敵潜水艦を制圧する『掃蕩隊』の新設」「航空機による前路哨戒は是非とも必要であるため、各航路の航空基地を増備強化して勢力の増大を計り、護衛空母は廃止するを認む」「護衛艦の増加が無理だとしても、空母が船団と同速力にて運動するのは最も不可である」「高速力を持って船団の後方をバリカン運動を行いながら続航する必要がある」といった提言を残している。また、アメリカ海軍太平洋艦隊潜水艦部隊の司令官であったチャールズ・A・ロックウッドも「台湾・中国・フィリピンから船団護衛機を出したほうが経済的で安全であるのにもかかわらず、この措置にでたことは不思議である」「護衛空母は、物資及び航空機の輸送に専念させたほうが有利であると思われる」という意見を残している。
日本海軍は米英に倣って特設空母を船団護衛に用いたが、特設空母の随伴や船団を直接護衛する駆逐艦・海防艦等の護衛艦艇の不足、レーダーやソナーの不備、搭載機の対潜能力や練度の不十分さなどの問題が多かった。海上護衛船団司令部に配備された特設空母4隻はそれぞれ数度にわたって重要な輸送船団の護衛に従事し、護衛艦艇と協力して幾度か敵潜水艦撃沈を報告したが、アメリカ海軍側の資料では該当するものはいずれも存在していない。逆に潜水艦の雷撃を受け3隻が沈没し、終戦まで残存していたのは海鷹1隻のみであった。
- 大鷹

海上護衛船団司令部へ移管され船団護衛に参加。ヒ71船団を護衛中、潜水艦「ラッシャー」の攻撃を受け戦没。
- 冲鷹

海上護衛船団司令部への移管前、潜水艦「セイルフィッシュ」の攻撃を受け戦没。
- 雲鷹

海上護衛船団司令部へ移管され船団護衛に参加。ヒ74船団を護衛中、潜水艦「バーブ」の攻撃を受け戦没。
- 海鷹

海上護衛船団司令部へ移管され船団護衛に参加。その後訓練目標艦として行動。呉軍港空襲により大破  、擱坐。
- 神鷹

海上護衛船団司令部へ移管され船団護衛に参加。ヒ81船団を護衛中、潜水艦「スペードフィッシュ」の攻撃を受け戦没。
海軍以外の所属として、以下のものも整備された。
- あきつ丸

陸軍特殊船（揚陸艦）に空母としての機能を追加したもの。ヒ81船団に輸送船として参加中、潜水艦「クイーンフィッシュ」の攻撃を受け戦没。
- 熊野丸

同上。
- （特TL型）

商船を改装し空母としたものであるが、徴用船ではなくMACシップ同様に民間人運用である。海軍は「しまね丸」、陸軍は「山汐丸」の配当を受けたが、いずれも本来任務に就く事の無いまま空襲で喪われた。